# Yvonne Vieslet
Yvonne Vieslet (Monceau-sur-Sambre, 8 de juny de 1908 - Marchienne-au-Pont, 12 d'octubre de 1918), coneguda com «la petita màrtir belga», va ser una noia belga de deu anys que va ser morta per una sentinella alemanya durant la Primera Guerra Mundial.

## Història
Des de l'esdeveniment, existeixen diverses versions. L'emoció provocada per la mort violenta de la nena pot haver modificat la descripció del desenvolupament i la realitat dels fets, multiplicant els detalls, precisions i referències amb connotacions filosòfiques o nacionalistes.
La versió oficial diu que l'octubre de 1918, els alemanys, en plena retirada, havien convertit el Cercle de Sant Edouard de Marchienne-au-Pont en un camp de trànsit improvisat. Yvonne Vieslet es va assabentar que s'havia traslladat al camp un grup de presoners francesos. Els presoners estaven en un estat deplorable i tenien gana. El dissabte 12 d'octubre de 1918, a la sortida de l'escola, Yvonne Vieslet insisteix a la seva mare per poder anar a veure aquests presoners. En aquell moment, un grup de nens estaven donant als presoners el pa que havien rebut aquell mateix matí durant el pati escolar. Una sentinella alemanya que va veure l'escena va disparar en direcció al grup amb la seva arma, ferint greument a la noia, que va caure als peus de la seva mare. També van ser ferits tres persones que es trobaven prop de la noia. Yvonne va ingressar a l'hospital civil de Marchienne-au-Pont, on mor l'endemà a les onze. El seu funeral va tenir lloc el 16 d'octubre de 1918, i va ser enterrada, després d'una commemorativa cerimònia, al cementiri de Monceau-sur-Sambre.
En un llibre publicat el 1984, el relat d'un testimoni directe dona una versió diferent dels fets ocorreguts el 12 d'octubre de 1918. Aquell dia, Georges Bultielle, aleshores d'11 anys, va passar per davant de l'escola abans de tornar a casa. Es va trobar amb altres nens i treballadors de la fàbrica de la Société Anonyme la Métallurgique. A l'altra banda del carrer hi havia uns adults. En total, una quinzena de persones es van reunir en grups reduïts. La major part dels presoners francesos estaven al darrere de l'edifici principal de l'escola i no es podien veure des del carrer, i una sentinella alemanya, situada entre els presoners i la tanca, mantenia als presoners allunyats de la tanca, a uns trenta metres del carrer. Era impossible donar en mà el pa als presoners. En un moment donat, una persona llança un pa als presos des del carrer per sobre de la tanca. El llançament no és prou fort i el pa cau entre la sentinella alemanya i els presoners. Un dels presoners intenta recollir el tros de pa, però la sentinella alemanya s'acosta i li dona un cop de peu que fa caure el francès. Indignada per aquest gest, la gent del carrer va increpar i insultar a la sentinella, fins que ella va disparar un tret sense apuntar cap a la tanca. La bala impacta contra el ventre d'una nena petita que es trobava a l'esquerra de Georges Bultielle. La bala travessa la noia i acaba a la cuixa d'un home que era al darrere, que cau al terra. Immediatament després de l'únic tret, van sortir oficials alemanys de l'edifici i van substituir la sentinella, que se la van endur entre dos soldats.
L'abat Michel Brachot, que ocupava el càrrec a Monceau-sur-Sambre el 1981, va explicar que un dels seus feligresos ja mort va testificar que Yvonne Vieslet mai va voler donar el pa als presoners i que la van matar per accident. Berthe Goswin, que vivia a la localitat, va obtenir del seu pare, present entre els espectadors el dia de la tragèdia, una explicació de fet similar a la de Bultielle: «la sentinella alemanya, enfadada, va disparar sense mirar cap al carrer i va matar per casualitat a Yvonne Vieslet».
Un familiar de la mare de Yvonne explica la presència de Yvonne i la seva mare a Marchienne-au-Pont, mentre vivien a Monceau-sur-Sambre, era perquè la mare sovint anava a esperar al seu marit a la sortida de la fàbrica.
Segons aquests testimonis, Yvonne Vieslet va ser una víctima innocent d'un acte de guerra inexcusable.

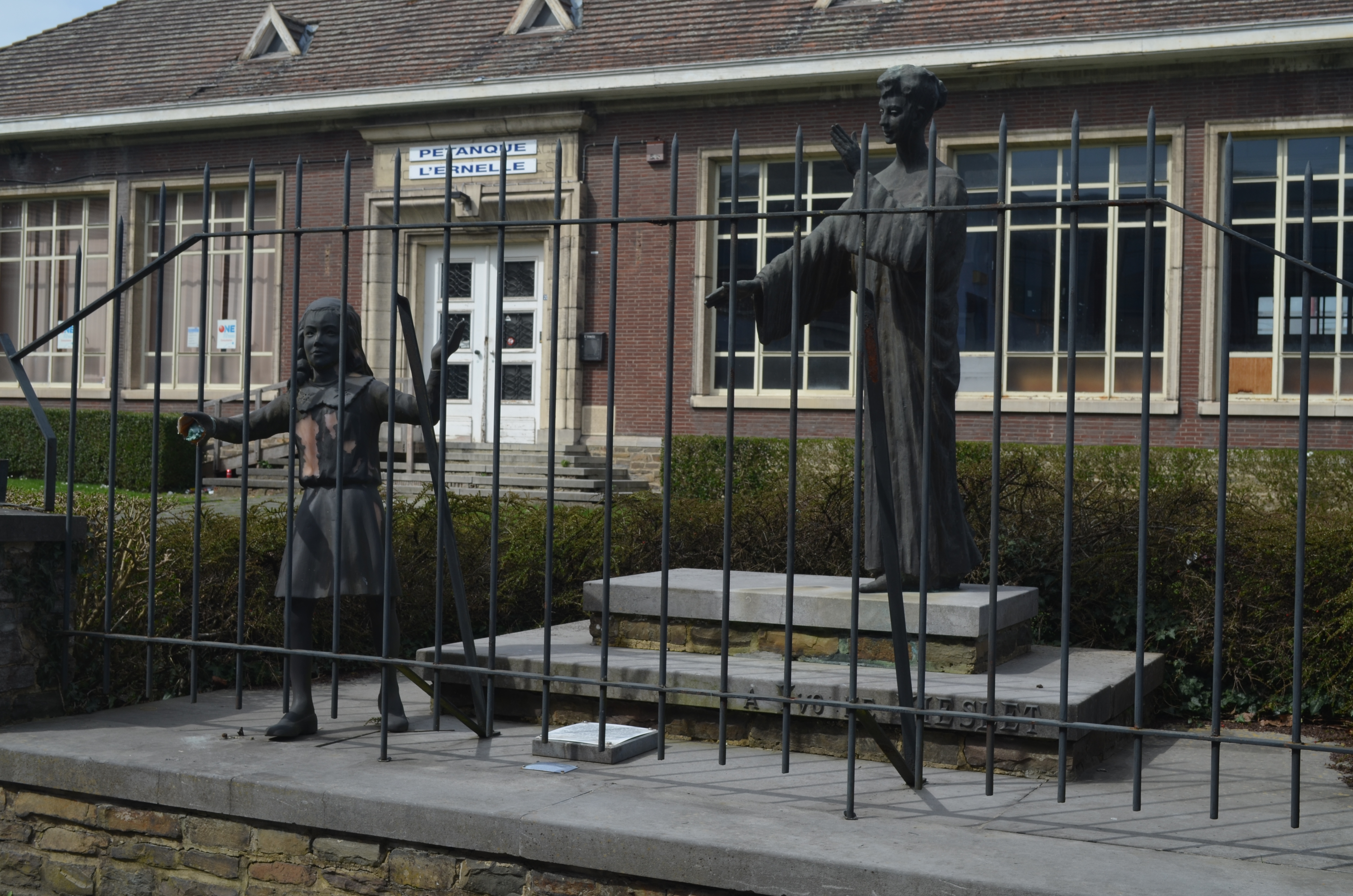
Monument a Yvonne Vieslet situat a l'entrada de l'escola que assistia la noia
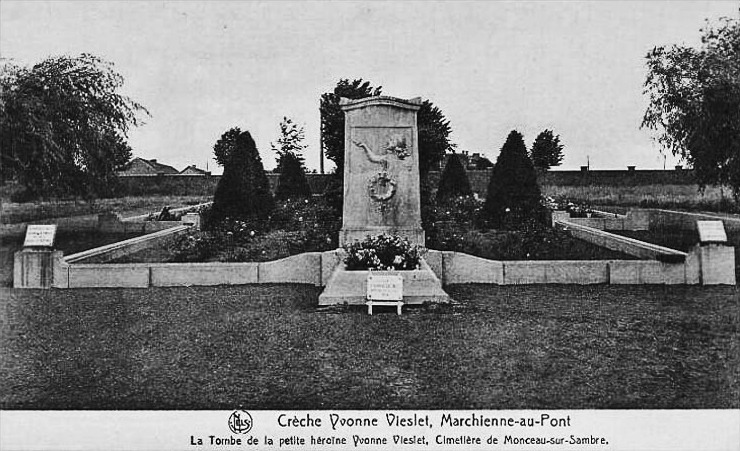
Tomba de Yvonne Vieslet al cementiri de Monceau-sur-Sambre

## Reconeixements
- El 1919, es va col·locar una estela commemorativa a la paret de l'escola freqüentada per Yvonne a Marchienne-au-Pont.[2]
- L'11 de setembre de 1919, és condecorada a títol pòstum pel president de la República francesa, Raymond Poincaré, amb la Medalla del Reconeixement Francès de plata.[7]
- El 1r de juliol de 1928, es va erigir un monument al carrer de Châtelet, al lloc mateix dels fets. En la seva inauguració, el general Lacapelle la va premiar pòstumament i en nom de la França agraïda amb la Creu de Guerra, que va ser entregada a la seva germana, Simone.[Notes 2] Va fer un discurs commovedor que va evocar el destí de la petita nena martiritzada. Aquesta cerimònia es va fer en presència de la princesa belga Marie-José de Bèlgica, que la condecora pòstumament amb l'Ordre de Leopold abans d'anar a la tomba de Yvonne al cementiri de Monceau-sur-Sambre.[8] El monument va ser enderrocat pels nazis el 1940, amb l'ajuda dels col·laboradors rexistes.[9] Les restes van ser traslladades a l'abocador públic de la ciutat de Charleroi. Durant tots els anys de guerra, cada 12 d'octubre els habitants omplien del flors el lloc on va caure Yvonne. El 1946, el monument restaurat va ser reconstruït al mateix lloc.[10]
- El 1956, la secció de Marchienne[10] de la Federació Nacional e Combatents[2] va fer erigir una estàtua de bronze realitzada per l'escultor Ernest Patris al carrer Ferrer de Monceau-sur-Sambre. L'estàtua va ser robada el 2007 i substituïda per una rèplica de resina feta per Fabrice Ortigni el 2010.[9]
- L'Ateneu Reial de Marchienne-au-Pont porta el seu nom, així com un internat i una escola per a noies de Brussel·les: la casa Yvonne Vieslet.[11]
- Un carrer porta el seu nom a Monceau-sur-Sambre[10] i un altre a Marchienne-au-Pont des del 2018.

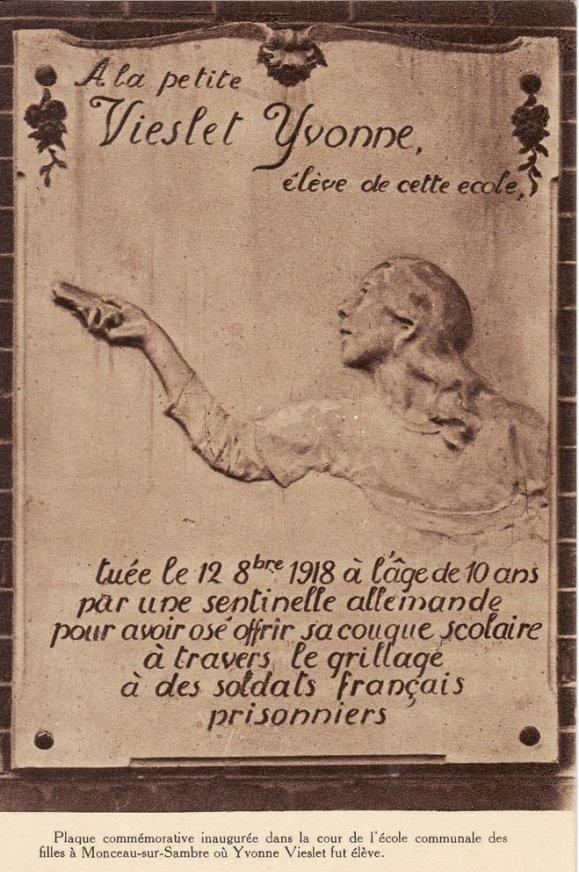
Estela commemorativa que es va afegir el 1919 al pati de l'escola freqüentada per Yvonne
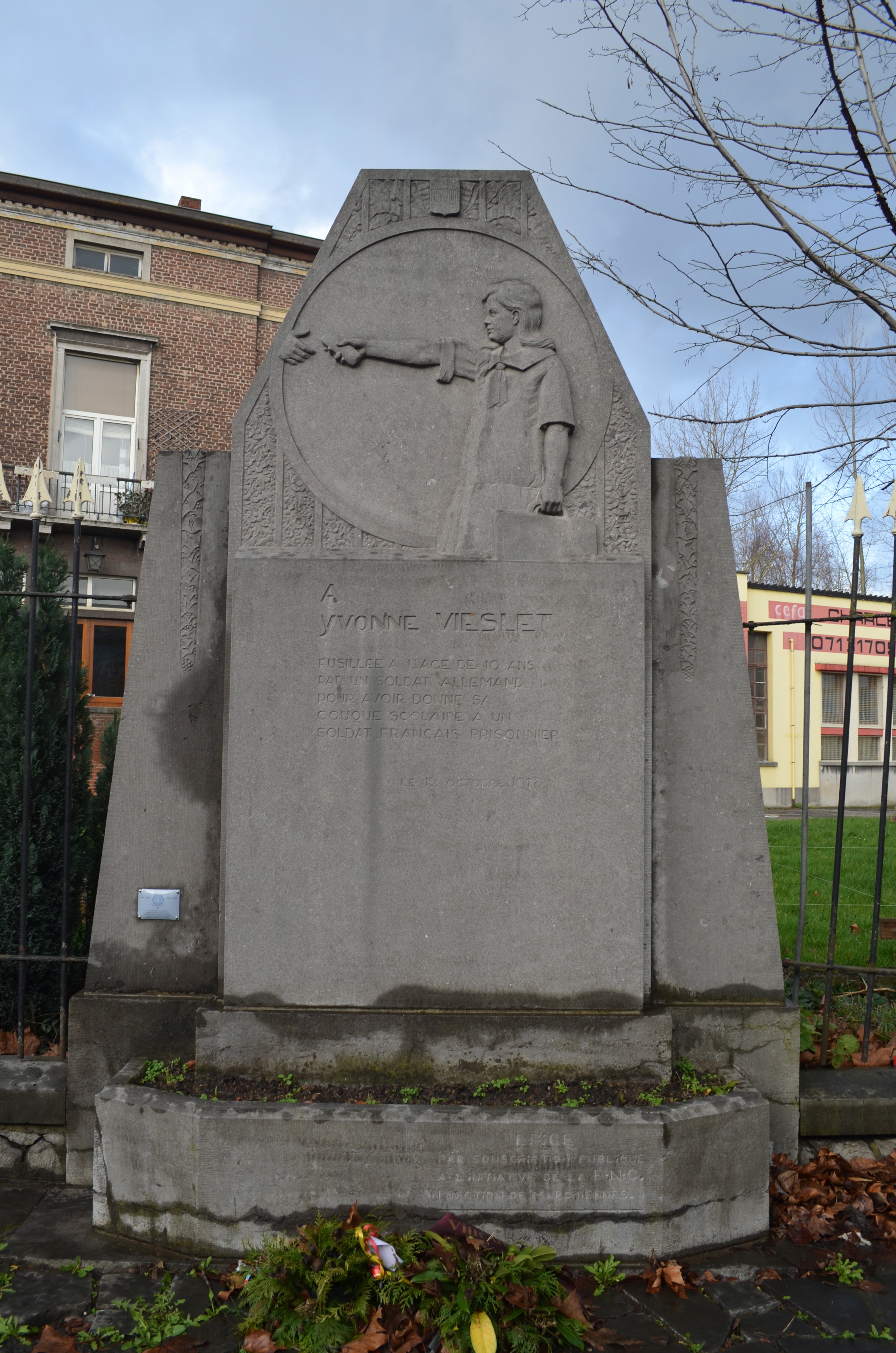
Monument erigit al lloc on la nena va ser ferida greument per la bala disparada per una sentinella alemanya
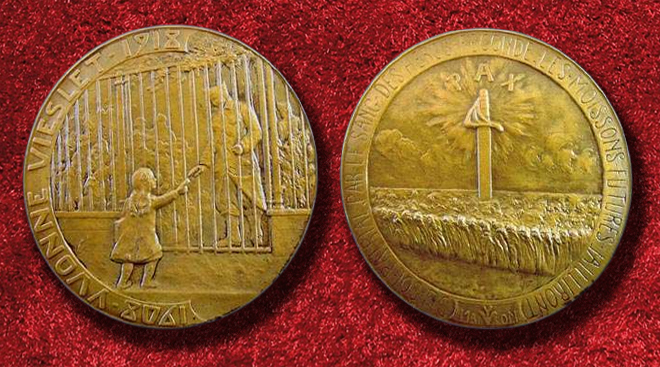
Medalla commemorativa, 1928
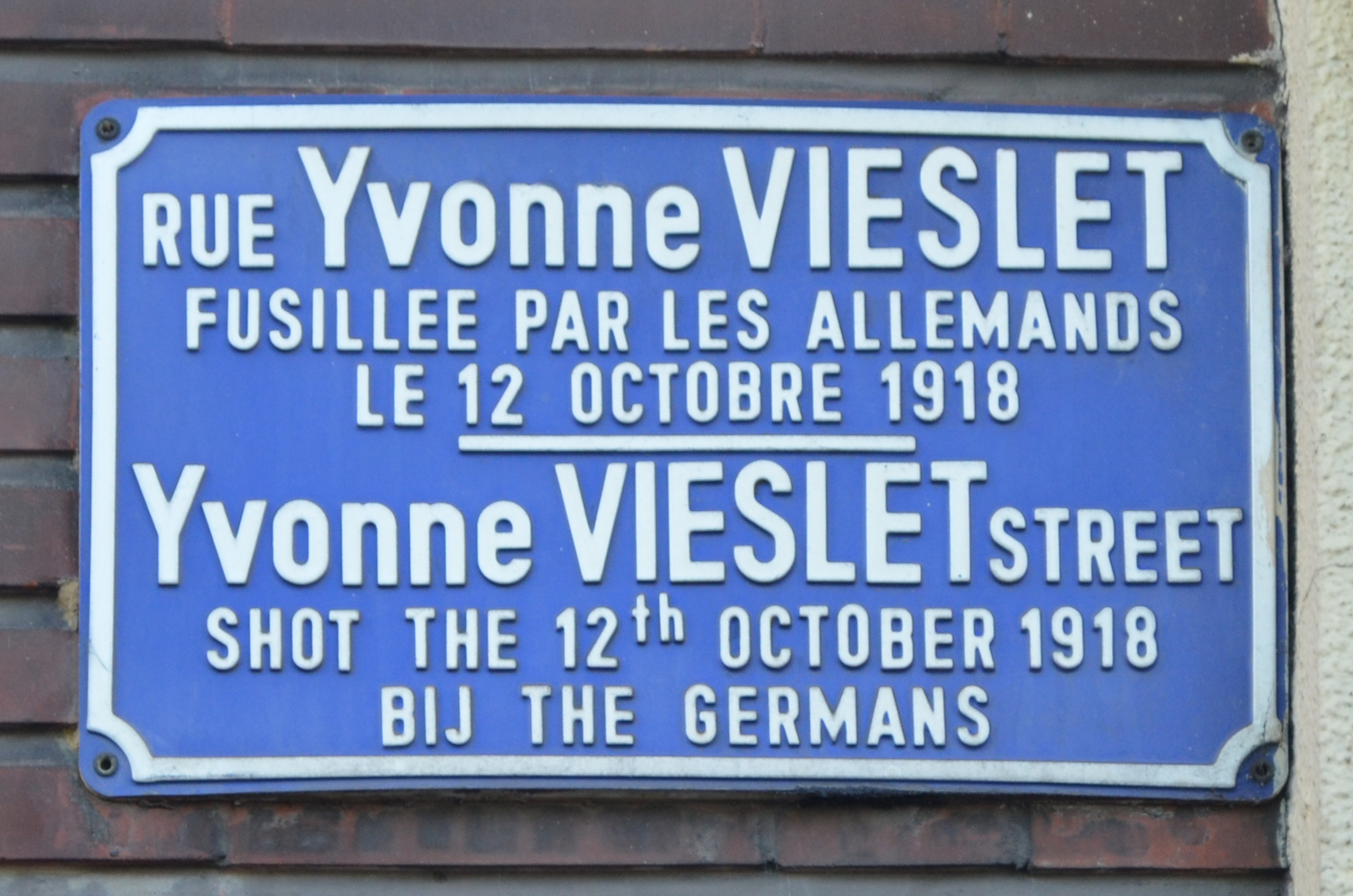
Placa del carrer Yvonne Vieslet de Marchienne-au-Pont

## Filmografia
- 1922 : La jeune Belgique, d'Armand Du Plessy, que explica la història de la nena (cinema mut).
- 1928 : La petite martyre belge Arxivat 2015-12-25 a Wayback Machine., de Francis Martin, sobre l'assassinat de Yvonne Vieslet (cinema mut).
- 1937 : La tragédie de Marchienne, de Francis Martin (versió sonora).